# Томасвил (Северна Каролина)
Томасвил (енгл. Thomasville) град је у америчкој савезној држави Северна Каролина.

## Демографија
По попису из 2010. године број становника је 26.757, што је 6.969 (35,2%) становника више него 2000. године.
| Група             | 2000.          | 2010.          |
| Белци             | 13.236 (66,9%) | 16.875 (63,1%) |
| Афроамериканци    | 4.731 (23,9%)  | 5.243 (19,6%)  |
| Азијати           | 164 (0,8%)     | 291 (1,1%)     |
| Хиспаноамериканци | 1.371 (6,9%)   | 3.844 (14,4%)  |
| Укупно            | 19.788         | 26.757         |